# Lisandra Bardél
Lisandra Bardél (* 1990 in Berlin) ist eine deutsche Schauspielerin und Musicaldarstellerin.

## Leben
Lisandra Bardél erhielt eine Tanzausbildung in Berlin und wirkte in Tanzproduktionen und Musikvideos mit. Von 2010 bis 2014 studierte sie am Institut für Musik der Hochschule Osnabrück Musical. Workshops besuchte sie 2018/19 am Institut für Schauspiel, Film- und Fernsehberufe (ISFF), weiteren Unterricht erhielt sie bei Tim Garde und Andreas Potulski.
Während ihrer Ausbildung stand sie als Anna im Rockmusical Frühlingserwachen am Emmatheater Osnabrück sowie in Berlin in der Uraufführung des Musicals Blaubart als Rabengeist Karoline auf der Bühne. Am Stadttheater Osnabrück war sie außerdem in Orpheus in der Unterwelt zu sehen, am Stadttheater Minden war sie als Dance Captain für Rent engagiert. An Aufführungen der Rockoper Jesus Christ Superstar wirkte sie am Stadttheater Hagen und am Theater Dortmund mit. An der Oper Chemnitz spielte sie in der deutschen Erstaufführung des Musicals Flashdance, an der Staatsoperette Dresden übernahm sie in der deutschen Erstaufführung des Musicals Catch Me If You Can die Rolle der Betty. Mit der Musical-Revue The Sound of Music tourte sie durch Europa. Im Sommer 2016 war sie in der Open-Air-Produktion von Hair am Staatstheater Braunschweig zu sehen. Im Herbst 2016 folgte ein Engagement am Schauspielhaus Bochum in Weekend im Paradies.
Im Kurzspielfilm Die juten Zeiten von Matias Garcia hatte sie eine Hauptrolle als Victoria. 2019 wurde sie unter anderem neben Yunus Cumartpay Ensemblemitglied des Improvisationstheaters Springmaus.
Ab August 2020 war sie ab der Folge 3492 in der RTL-Serie Alles was zählt in der Rolle der Balletttänzerin Malu Santos zu sehen. Im August 2022 wurde ihr Ausstieg aus der Serie bekannt.

## Filmografie (Auswahl)
- 2020–2022: Alles was zählt (Fernsehserie)